# Mabea tenorioi
Mabea tenorioi är en törelväxtart som beskrevs av Mart.Gord., J.Jiménez Ram. och Cruz Durán. Mabea tenorioi ingår i släktet Mabea och familjen törelväxter. Inga underarter finns listade i Catalogue of Life.